# Kingdom Hearts
Kingdom Hearts (キングダム ハーツ Kingudamu Hātsu?) är ett TV-spel, ett action-RPG för Playstation 2, producerat av Square och Disney-ägda Buena Vista Games. Det hade världspremiär 2002 och släpptes i Sverige den 27 september 2003.

## Handling
Handlingen i Kingdom Hearts kretsar kring den fjortonårige pojken Sora. När spelet börjar befinner sig Sora på ön Destiny Island med sina två bästa vänner, femtonårige Riku och fjortonåriga Kairi. De lever ett stilla liv, men drömmer om att få lämna ön, upptäcka nya världar och finna Kairis ursprungliga hem. Sora börjar drömma märkliga drömmar som visar sig vara förvarningar om en katastrof som ska förändra de tre vännernas liv. En dag, i skydd av en kraftig storm, anfalls ön av The Heartless ("de hjärtlösa") och Sora ser sina båda vänner föras iväg innan han själv uppslukas upp av mörkret. 
Samtidigt, i en annan värld, upptäcker trollkarlen Kalle Anka och riddaren Långben att kungen - Musse Pigg - har försvunnit. Deras enda spår är ett brev som talar om att Musse gett sig av för att undersöka varför stjärnorna på natthimlen börjat slockna och uppmanar dem att leta upp "den utvalde" och hans vapen, kallat Keyblade. Kalle och Långben beger sig iväg, ombord på sitt gummiskepp, för att finna den utvalde.
När Sora vaknar upp befinner han sig i staden Traverse Town där han för första gången möter Långben och Kalle. Det visar sig snabbt att Sora är den utvalde, och tillsammans med Kalle och Långben beger han sig ut för att bekämpa the Heartless och rädda Soras vänner och kung Musse. Trion reser genom olika världar från Disneys filmer där de lär känna karaktärer så som Aladdin, Ariel och Peter Pan. I dessa världar använder Sora sitt Keyblade för att stänga "nyckelhål" i världarna och därmed förhindra ondskans krafter från att sluka världarna. Samtidigt visar det sig att en sammansvärjning av Disneyskurkar, ledda av Maleficent (den onda fén från Törnrosa), kontrollerar Heartless och arbetar för att kidnappa Disneyprinsessor för att använda deras hjärtan till att låsa upp dörren till Kingdom Hearts, en källa till ofantlig makt och alla hjärtans ursprung. Maleficent manipulerar Riku till att gå över till den onda sidan genom att övertala honom att Sora övergett honom och Kairi för Långben och Kalles skull och lovar att hon ska hitta Kairi åt honom om han hjälper till att kidnappa prinsessorna. Riku återförenas med Kairis kropp, men hennes hjärta saknas.
Efter ett tag når Sora och hans vänner skurkarnas högkvarter, där Riku konfronterar dem och tar ifrån Sora hans Keyblade. Långben och Kalle överger motvilligt Sora då de fått order av Musse att "följa nyckeln", men när Sora konfronterar Riku återvänder de till hans sida, samtidigt som hans Keyblade gör det. De tre vännerna besegrar Maleficent och Sora konfronterar Riku, vars kropp tagits över av Ansem, en mörkrets mästare som legat bakom spelets händelser sedan början. Ansem förklarar att Kairi är en av de utvalda prinsessorna och att bara hennes hjärta saknas för att bana väg till Kingdom Hearts, samt att hennes hjärta funnits inom Sora ända sen deras hem anfölls. Det visar sig att även Ansem har ett Keyblade, med kraften att "låsa upp hjärtan". Efter att ha besegrat den besatte Riku sticker Sora detta Keyblade genom sin kropp för att släppa lös Kairis hjärta, vilket förvandlar honom till en Heartless samtidigt som portalen till Kingdom Hearts öppnas. Kairis kärlek till Sora återställer honom till hans människoform och med Långbens och Kalles hjälp stänger han portalen. Trots att portalen stängs känner prinsessorna av att Ansems kraft växer. Sora, Kalle och Långben ger sig därför av till "världens ände", där de slåss mot Ansem utanför dörren till Kingdom Hearts. Ansem använder sin sista styrka till att öppna dörren i tron att Kingdom Hearts är källan till mörkrets kraft, men det visar sig vara tvärtom när ett kraftigt ljus strålar ut från dörren och förintar Ansem. På andra sidan dörren befinner sig Riku och Musse, som tillsammans med de andra stänger dörren igen. Detta måste dock göras från bägge sidor samtidigt och återföreningen blir därmed mycket kort. Världarna Heartless förintade börjar återskapas. Sora träffar Kairi, men de slits ifrån varandra då de befinner sig på varsin sida av gränsen mellan två världar. Sora, Kalle och Långben transporteras till en annan värld, där de beslutar sig för att leta rätt på Riku och Musse.

## Karaktärer

### Sora
Han är en vanlig 14-årig pojke som lever på ön Destiny Island. Han bor på ön med sina två bästa vänner Riku och Kairi med flera andra Final Fantasy-karaktärer som till exempel Wakka från Final Fantasy 10. En dag får han en keyblade, en nyckelformat svärd, och dras med i ett äventyr som utspelas i flera olika världar.

### Riku
Riku är 15 år, alltså ett år äldre än Sora. De tävlar alltid om vem som är bäst och starkast. Senare i spelet blir dessa två varandras nemesis. 

### Kairi
Kairi är lika gammal som Sora. Hon är en av de sju prinsessorna vars hjärtan Maleficent försöker ta. Detta misslyckas då Maleficent senare dör.

### Kalle Anka
Kalle Anka (engelska: Donald duck) är Musse Piggs magiker vid hans slott. När Musse Pigg mystiskt försvinner, börjar Kalle och Långben leta efter Musse och träffar senare på Sora.

### Janne Långben
Långben (engelska: Goofy) är Musse Piggs riddare vid slottet. Och precis som Kalle följer han med Sora senare i spelet då de tillsammans börjar leta efter Musse Pigg, Riku och Kairi.

## Final Fantasy-figurer
I Kingdom Hearts finns det många Final Fantasy-karaktärer, några av dessa är.
- Cloud Strife, Final Fantasy 7
- Sephiroth, Final Fantasy 7
- Aerith Gainsborough, Final Fantasy 7
- Yuffie Kisaragi, Final Fantasy 7
- Cid Highwind, Final Fantasy 7
- Leon (Squall Leonhart), Final Fantasy 8
- Selphie Tilmitt, Final Fantasy 8
- Wakka, Final Fantasy 10
- Tidus, Final Fantasy 10

## Världar
Man besöker många världar i Kingdom Hearts, de flesta reser man till med hjälp av gummiskeppet. Majoriteten av världarna är baserade på kända Disneyfilmer.
- Destiny Islands
- Traverse Town
- Wonderland, baserat på Alice i Underlandet
- Olympus Coliseum, baserat på Herkules
- Deep Jungle, baserat på Tarzan
- Agrabah, baserat på Aladdin
- Monstro, baserat på Pinocchio
- Atlantica, baserat på Den lilla sjöjungfrun
- Halloween Town, baserat på The Nightmare Before Christmas
- Never Land, baserat på Peter Pan
- Hollow Bastion/ Radiant Garden
- End of the World
- 100 Acre Wood, baserat på Filmen om Nalle Puh
- Disney Castle

## Final Mix
En utökad version av spelet vid namnet Kingdom Hearts: Final Mix har släppts i Japan. Denna version innehåller en del nya scener, musik, vapen, förmågor, föremål och fiender. Det gjordes också ändringar för att göra spelet enklare och två nya svårighetsgrader lades till. Versionen innehåller också det extra som lades till i den engelska versionen såsom de extra bosstriderna som inte fanns i den japanska originalversionen.

## Uppföljare
- Kingdom Hearts: Chain of Memories, till Game Boy Advance.
- Kingdom Hearts II, till Playstation 2.
- Kingdom Hearts Re:Chain of Memories, till Playstation 2.
- Kingdom Hearts 358/2 Days, till Nintendo DS.
- Kingdom Hearts Birth by Sleep, till PSP.

## Manga
Kingdom Hearts har även legat till grund för en 4 volymer lång manga, tecknad av Shiro Amano. Den ges ut på svenska av Egmont Kärnan och översätts av My Bergström.